# Papaverina
La papaverina è un alcaloide contenuto nell'oppio usato principalmente  nel trattamento degli spasmi viscerali, vasospasmi (soprattutto quelli che coinvolgono cuore e cervello) e occasionalmente nel trattamento della disfunzione erettile. Sebbene si trovi nel papavero da oppio, la papaverina differisce sia nella struttura che nel meccanismo d'azione dagli alcaloidi analgesici dell'oppio (morfina).
Un suo derivato di sintesi, il verapamil, è un farmaco della classe dei calcioantagonisti che trova indicazione nel controllo delle tachicardie sopraventricolari e delle patologie coronariche.

## Indicazioni terapeutiche
La papaverina è approvata per il trattamento per gli spasmi del tratto gastrointestinali, del sistema biliare e dell'uretere e come vasodilatatore cerebrale e coronarico nelle emorragie subaracnoidee e nei bypass aorto-coronarici. La papaverina trova impiego anche come blando rilassante muscolare quando è applicata direttamente ai vasi sanguigni.
La papaverina è utilizzata anche per il trattamento della disfunzione erettile, sia da sola che in combinazione con altre sostanze. Quando è iniettata direttamente nel tessuto erettile provoca un rilassamento della muscolatura liscia e conseguente afflusso di sangue ai corpi cavernosi, che causa un'erezione. È disponibile anche un gel ad uso topico per il trattamento della disfunzione erettile.
È inoltre comunemente usata nella crioconservazione dei vasi sanguigni insieme ai glicosaminoglicano e a sospensioni proteiche; agisce infatti come vasodilatatore durante la crioconservazione quando è usata in combinazione con verapamil, fentolamina, nifedipina, tolazolina o nitroprussiato di sodio.
La papaverina è usata come farmaco Off-Label nella profilassi dell'emicrania. Non è un farmaco di prima linea come alcuni beta bloccanti, calcio-antagonisti, antidepressivi triciclici o anticonvulsivante, ma piuttosto quando i farmaci di prima linea come gli SSRI o gli antagonisti del recettore per l'angiotensina II non sono efficaci, sono controindicati o hanno gravi effetti collaterali.
La papaverina è presente anche nei sali di alcaloidi oppiacei come il papavereto e altri, insieme alla morfina, codeina, e in alcuni casi noscapina, in una percentuale simile a quella dell'oppio o diversa per una specifica applicazione.

## Meccanismo d'azione
Il meccanismo d'azione in vivo non è ancora completamente chiaro, ma si osserva una significativa inibizione dell'enzima fosfodiesterasi che causa un aumento del livello di adenosina monofosfato ciclico. Inoltre può alterare la respirazione mitocondriale.
Inoltre è stato dimostrato che la papaverina è un inibitore selettivo della fosfodiesterasi per il sottotipo PDE10A, presente principalmente nello striato del cervello.
La somministrazione cronica nei topi provoca un deficit motorio e cognitivo e un aumento di ansia, ma può avere anche effetti antipsicotici, sebbene non tutti gli studi sostengono questi risultati.

## Effetti collaterali
Gli effetti collaterali più comuni della papaverina sono tachicardia ventricolare polimorfa, costipazione, interferenza con il test della bromosulfonftaleina (usato per determinare le funzioni epatiche), aumento del livello di transaminasi, aumento del livello di fosfatasi alcalina, sonnolenza e vertigini.
Effetti collaterali rari includono rossore al viso, iperidrosi (eccessiva sudorazione), eruzione cutanea, ipotensione arteriosa, tachicardia, perdita di appetito, ittero, eosinofilia, piastrinopenia, epatite, mal di testa, reazioni allergiche, epatite cronica attiva, aggravamento dei vasospasmi cerebrali.